# Seznam letišť v Ázerbájdžánu
Tento seznam obsahuje výčet všech letišť v Ázerbájdžánu.

## Letiště
Letiště, označená tučným písmem, mají v provozu pravidelné komerční linky.
| Město příslušnosti | ICAO | DAFIF | IATA | Název letiště                                     | Zeměpisné souřadnice             |
| ------------------ | ---- | ----- | ---- | ------------------------------------------------- | -------------------------------- |
| Veřejných letišť   |      |       |      |                                                   |                                  |
| Agstafa            | UBBA | UB17  |      | Letiště Agstafa                                   | 41°7′24″ s. š., 45°25′17″ v. d.  |
| Baku               | UBBB |       | GYD  | Mezinárodní letiště Hejdara Alijeva               | 40°28′3″ s. š., 50°2′48″ v. d.   |
| Balakan            | UB0G | UB16  |      | Letiště Balakan                                   | 41°45′12″ s. š., 46°21′19″ v. d. |
| Fuzuli             | UBBF |       | FZL  | Fuzuli                                            | 39°35′40″ s. š., 47°11′48″ v. d. |
| Gandža             | UBBG |       | KVD  | Letiště Gandža                                    | 40°44′15″ s. š., 46°19′3″ v. d.  |
| Khankendi          | UBBS | UB13  |      | Letiště Khankendi (veřejné)1                      | 39°54′5″ s. š., 46°47′13″ v. d.  |
| Lenkoran           | UBBL | UB10  | LLK  | Mezinárodní letiště Lenkoran                      | 38°44′47″ s. š., 48°49′4″ v. d.  |
| Nachičevan         | UBBN | UB15  | NAJ  | Mezinárodní letiště Nachičevan (veřejné/vojenské) | 39°11′19″ s. š., 45°27′30″ v. d. |
| Qabala             | UBBQ |       | GBB  | Letiště Qabala                                    | 40°49′36″ s. š., 47°42′45″ v. d. |
| Yevlax             | UBEE |       | YLV  | Letiště Yevlax                                    | 40°37′57″ s. š., 47°8′28″ v. d.  |
| Baku               | UBTT |       | ZXT  | Letiště Zabrat                                    | 40°29′42″ s. š., 49°58′37″ v. d. |
| Zaqatala           | UBBY |       | ZTU  | Mezinárodní letiště Zaqatala                      | 41°33′44″ s. š., 46°40′2″ v. d.  |
| Vojenská letiště   |      |       |      |                                                   |                                  |
| Kala, Baku         |      |       |      | Vojenské letiště Baku Kala                        | 40°24′23″ s. š., 50°12′ v. d.    |
| Deller/Zeyem       |      | UB11  |      | Vojenské letiště Deller                           | 40°53′15″ s. š., 45°57′25″ v. d. |
| Kurdemir           |      | UB14  |      | Vojenské letiště Kurdemir                         | 40°16′24″ s. š., 48°9′48″ v. d.  |
| Nasosnı, Sumgait   |      | UB12  |      | Vojenské letiště Nasosni                          | 40°35′29″ s. š., 49°33′26″ v. d. |